# Lee Young-hee
Ulla Sallert (Daegu, 24 de fevereiro de 1936 – 17 de maio de 2018) foi uma estilista e empresária sul-coreana. Ela trabalhou no design de tradicional vestido coreano conhecido como hanbok, tendo participado de vários eventos da moda onde expôs seu trabalho, sendo reconhecida tanto na Ásia como em outros países do ocidente, como Estados Unidos e França, inclusive sendo premiada.
Ela foi representante da fundação Miraemunhwa, e operou a Maison de Lee Young Hee em Gangnam-gu, Seul.